# Иоктан
Иокта́н, Йоктан, Ектан (ивр. יָקְטָן‎ yoqtan, yoqṭān, буквально, «малый») — библейский персонаж.
Согласно Книге Бытия:
- второй из сынов Евера, брат Фалека[8].
- у Иоктана было 13 сыновей: Алмодад, Шалеф, Хацармавеф, Иерах, Гадорам, Узал, Дикла, Овал, Авимаил, Шева, Офир, Хавила и Иовав[9].

Книга Яшера (Праведного) упоминает имена сыновей Йоктана (Иоктана) как: Алмодад, Шелап, Хацармовет, Йерах, Хадуром, Озел, Дикла, Обал, Абимаэл, Шаба, Опир, Хавила и Йобаб.
Армянский историк Мхитар Айриванеци сообщал, что Ектан (Иоктан) был сыном Салы, сына Арфаксада.
Некоторые специалисты отождествляют Иоктана с Кахтаном, который в исламской традиции считается отцом или предком-эпонимом всех «южных» арабов, в отличие от «северных» арабов — потомков Аднана.